# PyGTK
PyGTK je v informatice sada Python balíčků pro zpřístupnění knihovny grafického uživatelského rozhraní GTK+. PyGTK je svobodný software šířený pod licencí LGPL. Jeho alternativou může být například PyQt/PySide nebo wxPython.

## Syntaxe
Vytvoření okna 200 na 200 pixelů a vypsání zprávy „Ahoj světe!“:
```
import
 
gtk

def
 
vytvor_okno
():

    
okno
 
=
 
gtk
.
Window
()

    
okno
.
set_default_size
(
200
,
 
200
)

    
okno
.
connect
(
'destroy'
,
 
gtk
.
main_quit
)

    
text
 
=
 
gtk
.
Label
(
'Ahoj světe!'
)

    
okno
.
add
(
text
)

    
text
.
show
()

    
okno
.
show
()

vytvor_okno
()

gtk
.
main
()

```

## Moduly
GObjectZpřístupňuje základní datové typy, třídy a funkce, nad kterými je vystavěno gtk a gtk.gdk.
gtk.gdkNízkoúrovňové API sjednocující API různých grafických systémů jako je X Window nebo GDI ve Windows. Poskytuje přístup k základním funkcím grafického rozhraní, pomocí kterého je vytvořeno gtk.
gtkVysokoúrovňové API pro tvorbu GUI. Obsahuje především sadu tříd pro tvorbu widgetů a s tím související věci.
gtk.gladeAPI pro automatickou tvorbu GUI na základě definičního XML souboru vytvořeném pomocí Glade. Glade je GUI návrhář GUI (GUI designer).
atkAPI pro vylepšení přístupnosti aplikací pro invalidní uživatele.
pangoAPI pro práci s textem a fonty.

## Aplikace využívající PyGTK
PyGTK byl použit v celé řadě aplikací, zde jsou některé:
- Anaconda installer
- BitTorrent
- Deluge
- Emesene
- Exaile
- Flumotion
- Gajim
- gDesklets
- Gedit (subsystém a Python pluginy)
- GIMP (skripty)
- GNOME Sudoku
- GRAMPS
- Gwibber (mikroblogovací klient)
- Jokosher
- puddletag
- PyMusique
- Pybliographer
- Tryton
- Ubiquity (Ubuntu installer)
- Centrum softwaru pro Ubuntu
- Wing IDE
- Comix
- MComix